# مورتن جول هانسن
مورتن جول هانسن (بالدنماركية: Morten Juul Hansen)‏ هو لاعب كرة قدم دنماركي في مركز الدفاع، ولد في 16 مارس 1977. لعب مع Gentofte-Vangede Idrætsforening ‏.